# Ea Ly
Ea Ly là một xã thuộc tỉnh Đắk Lắk, Việt Nam.

## Địa lý
Xã Ea Ly nằm ở phía tây huyện Sông Hinh, có vị trí địa lý:
- Phía đông giáp xã Ea Bar
- Phía tây giáp tỉnh Đắk Lắk và tỉnh Gia Lai
- Phía nam giáp xã Ea Bar và tỉnh Đắk Lắk
- Phía bắc giáp tỉnh Gia Lai.

Xã Ea Ly có diện tích 80,32 km², dân số năm 2016 là 6.706 người, mật độ dân số đạt 84 người/km².
Xã có đường Quốc lộ 29 và đường Trường Sơn Đông chạy qua nối với tỉnh Đắk Lắk. Đây là trung tâm chuyên ngành của huyện Sông Hinh về kinh tế, văn hóa, đầu mối giao thông, có vai trò thúc đẩy sự phát triển kinh tế - xã hội của khu vực phía Tây Nam tỉnh Phú Yên. Giao thông đối ngoại vùng tỉnh về nguyên liệu, sản phẩm nông lâm sản. Thương mại, cung ứng hàng hoá cho khu vực phía Tây Nam tỉnh Phú Yên.

## Hành chính
Xã Ea Ly được chia thành 5 thôn: 2/4, Tân Bình, Tân Lập, Tân Sơn, Tân Yên và buôn Zô.

## Lịch sử
Trước năm 2003, xã Ea Ly là phần đất phía tây của xã Ea Bar.
Năm 2003, thành lập xã Ea Ly thuộc huyện Sông Hinh trên cơ sở 8.032 ha diện tích tự nhiên và 3.104 nhân khẩu của xã Eabar.